# 吉利厄姆 (密蘇里州)
吉利厄姆（英語：Gilliam）是位於美國密蘇里州薩林縣的城市。

## 人口
根據2020年美國人口普查的數據，吉利厄姆的面積為0.64平方千米，皆為陸地。當地共有人口175人，而人口密度為每平方千米273人。